# Body and Soul (film, 1925)

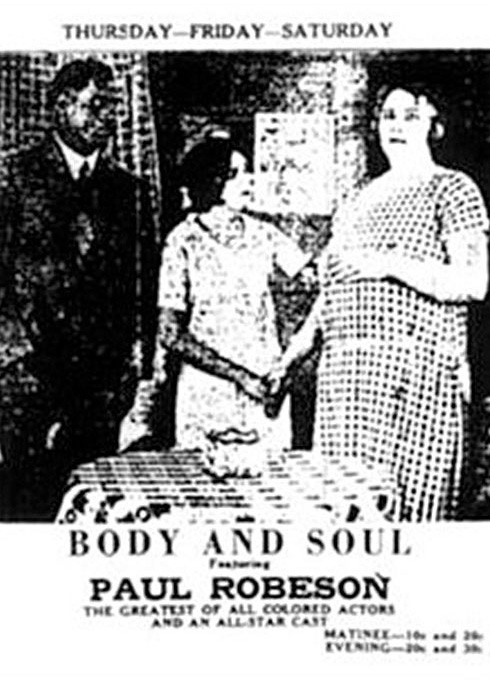
Affiche du film.

Pour les articles homonymes, voir Body and Soul.
Body and Soul est un film américain réalisé par Oscar Micheaux et sorti en 1925. Il marque les débuts au cinéma de Paul Robeson.

## Synopsis
Un homme se fait passer pour prédicateur dans le but de profiter d’une femme de sa prétendue congrégation religieuse. La jeune femme est amoureuse du frère jumeau du révérend.

## Fiche technique
- Réalisation : Oscar Micheaux
- Scénario : Oscar Micheaux d'après son propre roman
- Producteur : Oscar Micheaux
- Distribtueur : Micheaux Film Corporation
- Durée : 102 minutes
- Date de sortie : 9 novembre 1925

## Distribution

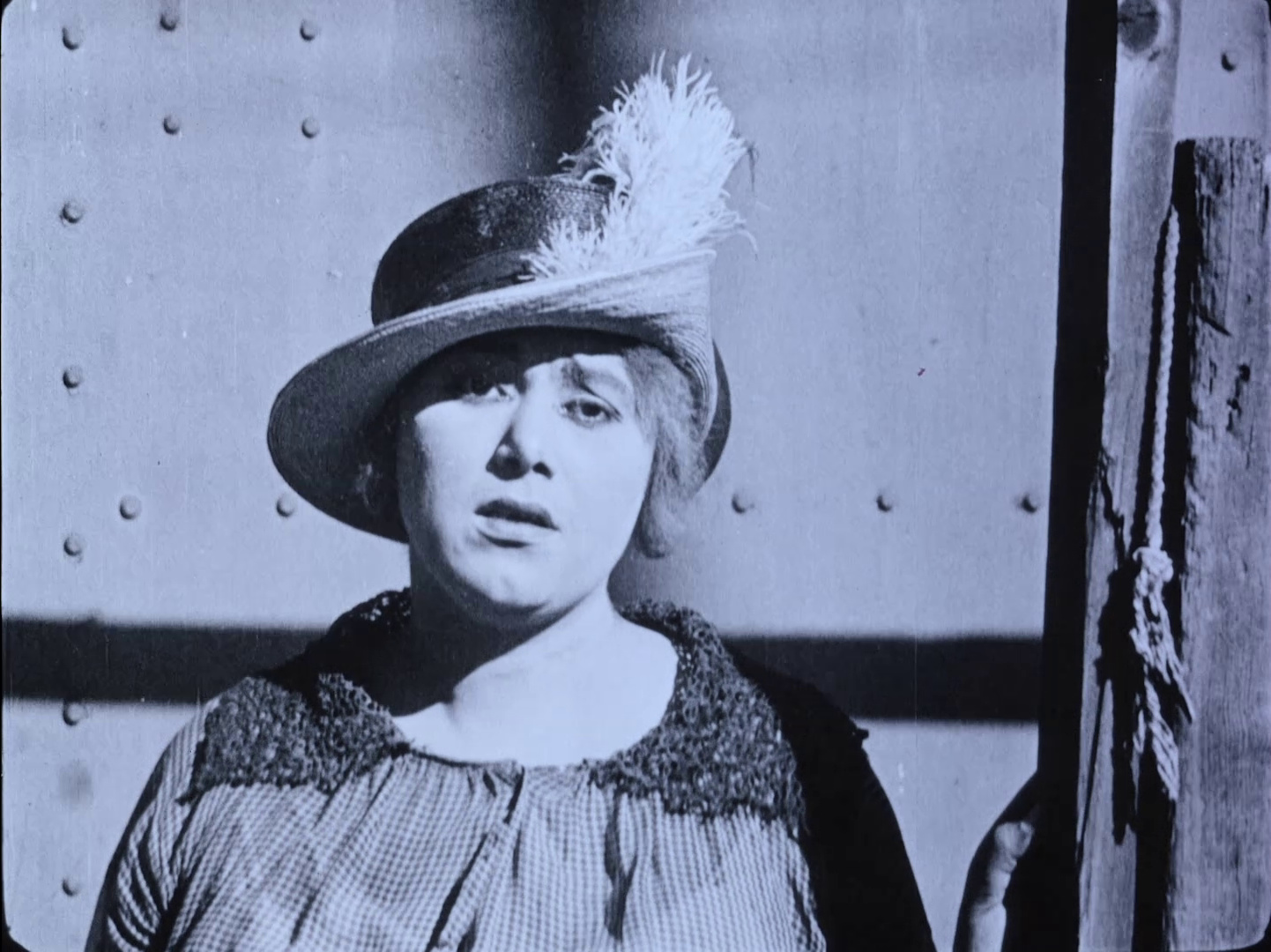
Mercedes Gilbert dans le film.

- Paul Robeson : Reverend Isaiah T. Jenkins / son frère Sylvester
- Mercedes Gilbert (en) : Sister Martha Jane - la mère d'Isabelle
- Julia Theresa Russell : Isabelle - la fille
- Lawrence Chenault : Yello-Curley' Hinds
- Marshall Rogers : Speakeasy proprietor
- Lillian Johnson : "Sis" Caline, a Pious Lady
- Madame Robinson : "Sis" Lucy, a Pious Lady
- Chester A. Alexander : Deacon Simpkins, a Church Elder
- Walter Cornick : Brother Amos, a Church Elder